# كارل تشانغ
كارل تشانغ (بالإنجليزية: Carl Chang)‏ هو لاعب كرة مضرب صيني، ولد في 13 فبراير 1969 في هوبوكين في الولايات المتحدة.